# Marca Trevisana
Marca Trevisana és el nom que es donava a la regió veneciana formada per Treviso, Belluno, Feltre i Ceneda.
També s'aplicava a les mateixes regions i Vicenza, Pàdua i Verona, si bé el seu nom originari en aquestes regions era Marca de Verona.
Estava formada per quatre bisbats que després de la dominació d'Alberic di Romano van passar a la família dels Caminesi, i més tard a Venècia.